# Ilir Shulku
Ilir Shulku   (Tirana, 20 de gener de 1971) és un exfutbolista albanès de la dècada de 1990.
Fou 40 cops internacional amb la selecció albanesa. Pel que fa a clubs, defensà els colors de Partizani i Apollon Athens.